# Phyllotocus variicollis
Phyllotocus variicollis är en skalbaggsart som beskrevs av Macleay 1871. Phyllotocus variicollis ingår i släktet Phyllotocus och familjen Melolonthidae. Inga underarter finns listade i Catalogue of Life.